# 索馬里蘭足球代表隊
索馬利蘭足球代表隊（阿拉伯語：الاتحاد الصوماليلاند لكرة القدم）代表索馬利蘭參與足球賽事。索馬利蘭是一個自行宣佈成立並實際控制領土的共和體，但在國際上僅獲得有限的事實承認，尚未取得法律上的正式承認。該隊並非国际足球联合会及非洲足球聯會（CAF）會員，而是 CONIFA 的準會員；CONIFA 於 2014 年成立，面向未獲 FIFA 隸屬的附屬地、未受廣泛承認的政治實體、少數族群、無國籍社群與地區代表隊。

## 歷史
索馬利蘭代表隊於 2014 年成立。他們首場國際賽於 2014 年 5 月 17 日在倫敦對陣西蘭，結果 2–2 和局。
索馬利蘭足球協會現時舉辦一項由 12 支半職業球會參與的全國聯賽；這些球會獲公共或私人機構贊助。協會亦舉行每兩年一度的跨地區足球錦標賽，13 個地區均參與分組賽，分組勝出 4 隊於首都哈爾格薩進行準決賽與決賽。

### 2016 年 CONIFA 世界足球盃
在 CONIFA 年度大會之後，索馬利蘭獲邀參加於阿布哈茲舉辦的2016年CONIFA世界足球盃，成為其首個正式國際賽事。
索馬利蘭被編入 D 組，同組有旁遮普與薩普米。索馬利蘭首戰以 0–5 負於薩普米， 其後再以 0–5 負於旁遮普，分組墊底出局。
名次賽首圈，索馬利蘭以 3–2 擊敗查戈斯群島晉級；在第二圈名次賽對塞凱伊地區以 3–10 落敗，最終於十二隊中排名第十。

## 外部連結
- 官方網站（Facebook）
- Somaliland Champions League 官方頁面（Facebook）